# Leopardo-da-arábia
O Panthera pardus nimr, comummente conhecido como leopardo-da-arábia, é uma rara e pequena subespécie de leopardo, nativa do Oriente Médio. Foi oficialmente descrita como uma subespécie com base na analise genética de um único leopardo cativo em israel de origem árabe, que parecia mais intimamente relacionado com o leopardo africano. A união internacional para a conservação da natureza (IUCN), classifica o leopardo-da-arábia como Em perigo critico de extinção, sobre tudo devido a caça furtiva, destruição e fragmentação de seu habitat.

## Características
O leopardo-da-arábia tem tons de pelagem que variam de amarelo pálido a dourado profundo, vermelho ou cinza e são padronizados por rosetas. É a menor subespécie de leopardo, pesando entre 20 e 30 kg, e com um comprimento total de 1,60 a 2,03 m (incluindo a cauda). O leopardo-da-arábia é muito menor se comparado com o leopardo africano ou outras subespécies asiáticas de leopardos.

## Distribuição e habitat

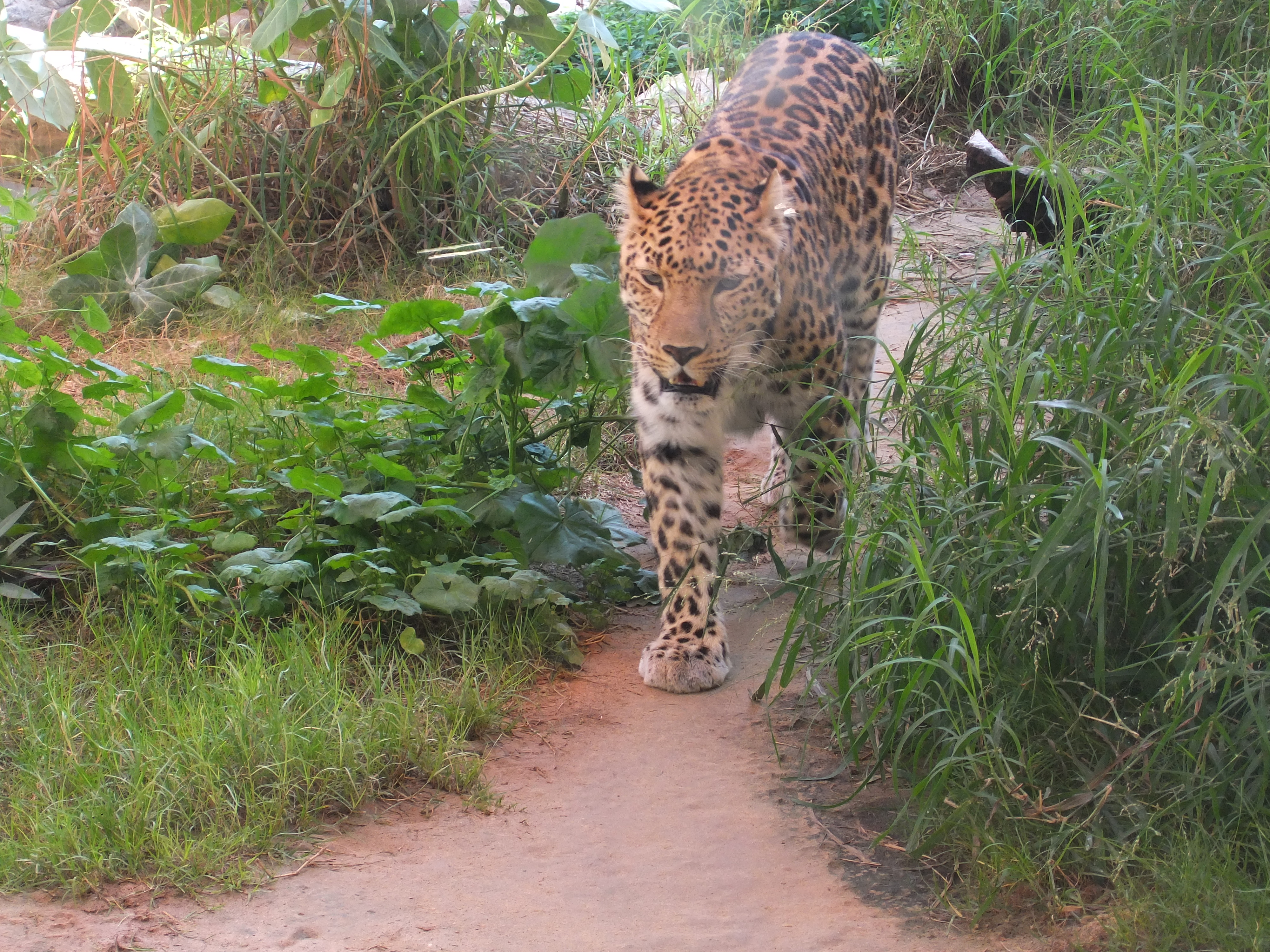
uma fêmea em cativeiro

A presença do leopardo-da-arábia foi confirmada em Israel, Arábia Saudita, Emirados Árabes Unidos, Iêmen e Omã. Os leopardos árabes vivem em terras altas e montanhosas, bem como em estepes montanhosas, mas raramente se movem em planícies abertas, desertas ou costeiras. A partir de 2017 o leopardo-da-arábia é considerado extinto na região do Mar Morto, também foram considerados extintos nos Emirados Árabes Unidos. Os últimos avistamentos no Jordão datam de 1987. No Omã, os leopardos ocorreram nas altas montanhas AL Hajar até o final da década de 1970, atualmente a maior população no pais está concentrada nas montanhas Dhofar. No Lêmen, anteriormente os leopardos se encontravam em todas as regiões montanhosas do pais, incluindo as terras do oeste, do sul a leste até a fronteira com o Omã. Desde do inicio da década de 1990 os leopardo são considerados extremamente raros no pais, e muito próximos da extinção.

## Ecologia e comportamento
Os leopardos árabes são predominantemente noturnos, mas as vezes também podem ser vistos durante o dia. Eles parecem ter preferencias por espécies de presas de médio porte como a gazela árabe, a cabra núbia, a lebre do cabo, o hírax, o porco espinho, o ouriço, pequenos roedores e aves, no entanto quando essas presas selvagens estão ausentes, eles são obrigados a predar animais domésticos como o gado domestico, ovelhas, cabras, burros, galinhas e camelos jovens.

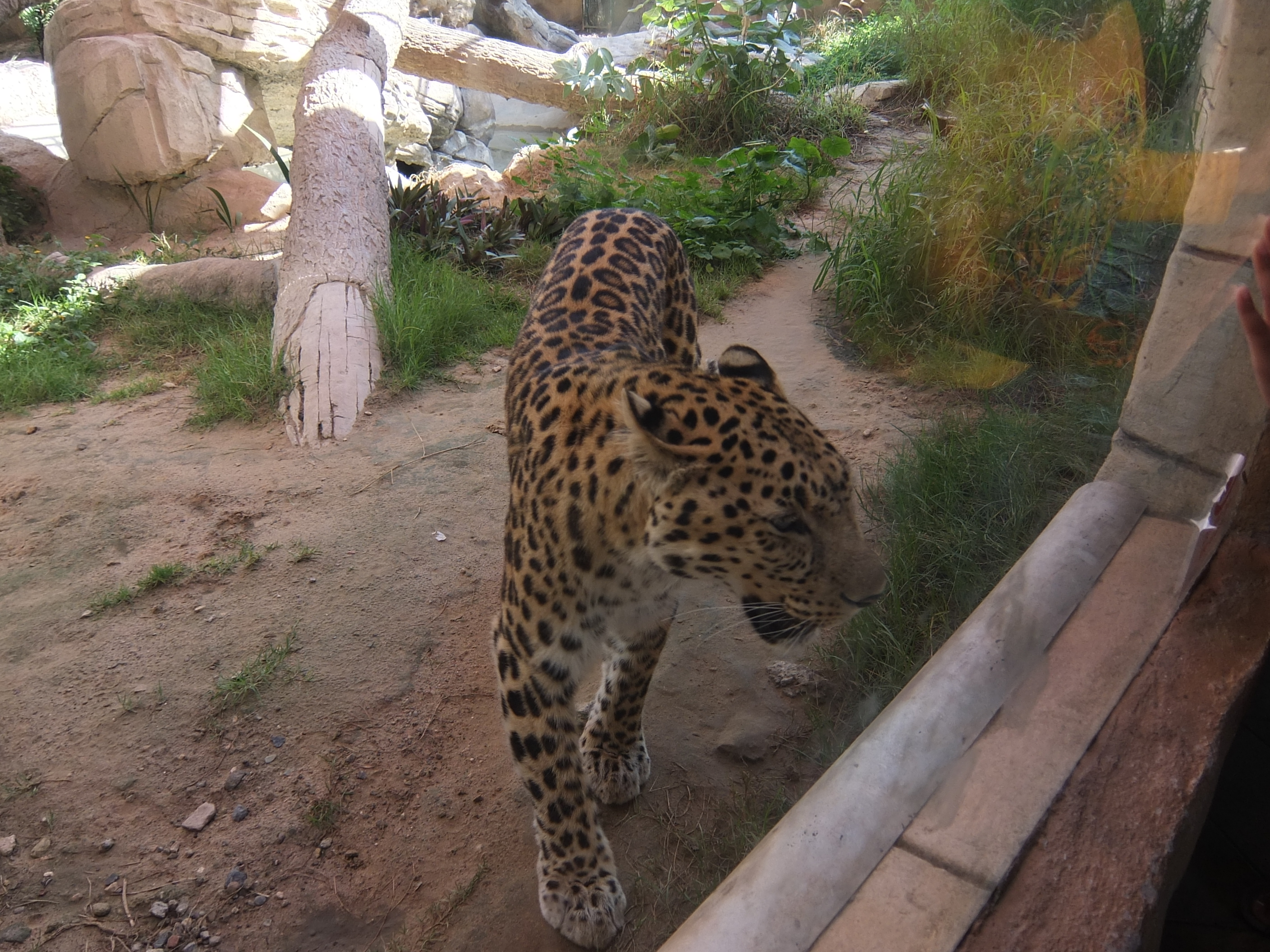
leopardo-da-arábia macho no zoológico de Abu Dhabi

As informações sobre a ecologia e comportamento dos leopardos árabes na natureza são muito limitados. Os leopardos possuem um período de gestação que dura aproximadamente 13 semanas, as fêmeas dão a luz em encostas rochosas ou cavernas e o tamanho da ninhada varia de 2 a 4 filhotes, que nascem de olhos fechados e os abrem após cerca de 4 a 9 dias. Os filhotes de leopardos árabes nascidos em cativeiro saem da toca com cerca de 1 mês, e se separam da mãe por volta dos 18 a 24 meses de idade.

## Conservação

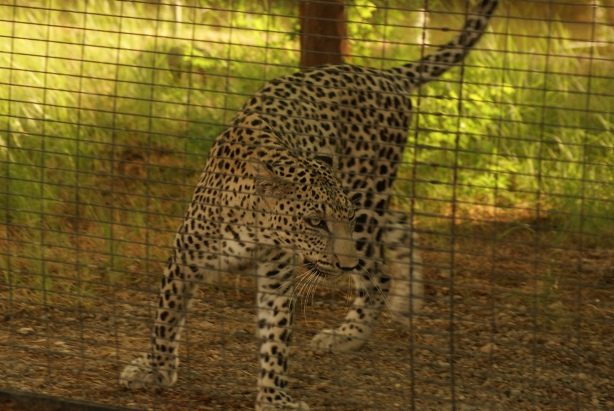
Leopardo no zoológico de Al Ain.

3 subpopulações separadas confirmadas permanecem na península Arábica, com uma população estimada em menos de 200 leopardos. O leopardo-da-arábia é ameaçado pela perda, destruição e fragmentação de seu habitat; depravação causada pela caça excessiva; Armadilha para o comércio ilegal de vida selvagem e a retaliação em defesa ao gado.

### Em cativeiro
A partir de 2010 foi estimado que aproximadamente cerca 77 leopardos árabes são mantidos em cativeiro, sendo eles 42 machos, 32 fêmeas e 3 leopardos não sexados, dos quais 19 foram obtidos na natureza, esta população cativa compreendeu 14 fundadores que possuem um numero desigual de descendentes.